# アブシェロン県
座標: 北緯40度27分26秒 東経49度44分18秒 / 北緯40.457182度 東経49.738348度
アブシェロン県(アブシェロンけん、アゼルバイジャン語: Abşeron、ロシア語: Апшерон)はアゼルバイジャン東部の県。
1963年にソ連が設置した。
アブシェロン半島と同じ名前だが領域は殆ど重ならない。
2012年の人口は19万2900人。

## 地理
北から時計回りに
- ゴブスタン県（英語版）
- フズィ県（英語版）
- スムガイト
- バクー
- ハジュガブル県（英語版）

に接する。